# Никола Хаджитонев
Никола Йорданов Хаджитонев (изписване до 1945 година: Никола Йордановъ хаджи Тоневъ) е български просветен деец и революционер, велешки деец на Вътрешната македоно-одринска революционна организация.

## Биография
Никола Хаджитонев е роден през 1872 година във Велес. Над 12 години е български учител в Македония. Същевременно се присъединява към ВМОРО и става деец на велешкия революционен комитет. В 1905 година, като български учител в Главци, е нападнат от сръбска чета, но селската милиция се организира и отблъсква нападението. Хаджитонев върши организационна работа. Представлява българите от Кумановско пред руския и австрийския консул в Скопие, както и пред европейските офицери от жандармерията.
През югославско време известява минаващите през Велес и Скопие чуждестранни кореспонденти за съдбата на македонските българи.
На 11 март 1943 година, като жител на Велес, подава молба за българска народна пенсия. В молбата пише, че „дванадесет години наред в качеството си на български учител и член на Македоно-одринската революционна организация съм просвещавал тогавашната българска младеж и работил съм за организирането и борбената подготовка на сънародниците си за извоюването на политическата свобода на Македония и Одринско“. Молбата е одобрена и пенсията е отпусната от Министерския съвет на Царство България.